# 汞齊

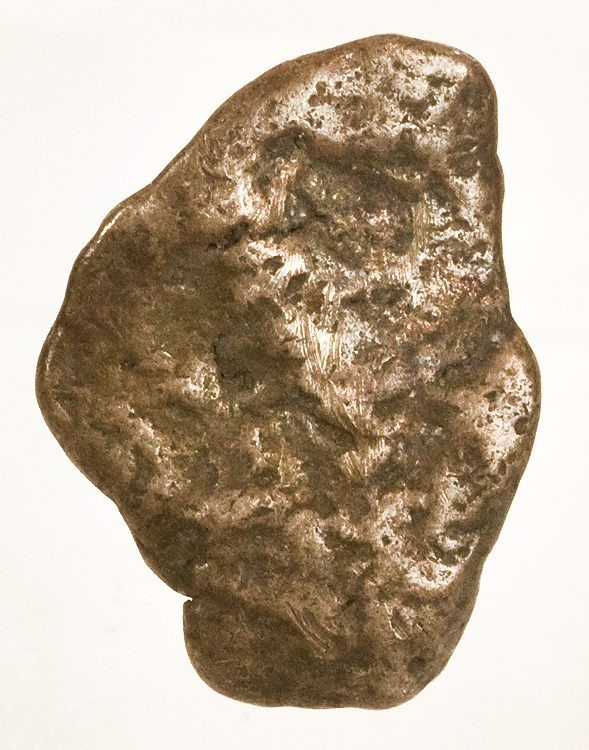
银汞矿，银与汞的天然合金

汞齐（英語：Amalgam），亦称软银，为汞与其他金属的合金。根据汞的比例，可能是固态，膏状或液态。
这些合金通过金属键形成，传导电子的静电吸引力将所有带正电的金属离子结合在一起形成晶格结构。几乎所有金属都可溶于汞，除了铁、铂、钨和钽。金汞齐用于提取矿石的金。银汞齐在牙科很重要，牙科用汞与银、铜、铟、锡和锌等金属的合金填充牙齿。中国古代道教认為汞齐是长生不老药的成分。

## 種類

### 锌汞齐
可用于有机合成，如奇利文臣还原反应。是琼斯还原裝置的还原剂，用于分析化学。以前干电池的锌板用少量汞混合，防止储存变质。

### 钾汞齐
將碱金属溶於汞會放热。鉀汞齊有幾種比例，如KHg和KHg2。KHg是金色化合物，熔点178°C；KHg2是银色化合物，熔点278°C。鹼金屬汞齐对空气和水非常敏感，遇氧氧化、遇水放氫，應在干燥氮气環境使用。汞－汞距离约300pm，汞－鉀约358pm。
鉀汞齊也有K5Hg7和KHg11相；铷、锶和钡的十一汞化物同构。钠汞齐（NaHg2）结构不同，汞原子形成六边形层，钠原子呈直链状，适合六边形层中的孔，但钾原子太大，KHg2无法有此结构。

### 钠汞齐
钠汞齐是氯碱法中間物，汞齊的鈉與水反應成氢氧化钠、氢气和汞，汞回到氯碱工业。有時可作為氯碱法副產品用於其它用途。與无水醇類反應则生成醇鈉而非氢氧化钠溶液。在有机和无机化学用作強还原剂。

### 铝汞齐
汞防止铝表形成堅固氧化层而讓铝展現其真正活度，此时的铝不仅可以与水剧烈地发生反应，在空气中还可以被不断氧化，形成长条状的氧化铝。铝汞齐可在汞中研磨铝粒或铝丝来制备，或让铝丝／铝箔与氯化汞溶液反应制备。用作还原剂，如将亚胺还原为胺。铝是最终的电子供体，而汞用于介导电子转移。反应本身及产生的废物都有汞，需要特殊的安全预防措施和处置方法。氢化物及铝镓合金等可作為更安全环保的代替品。

### 锡汞齐
锡汞齐在19世纪中叶用作反射镜涂层。

### 金、银和铜汞齐

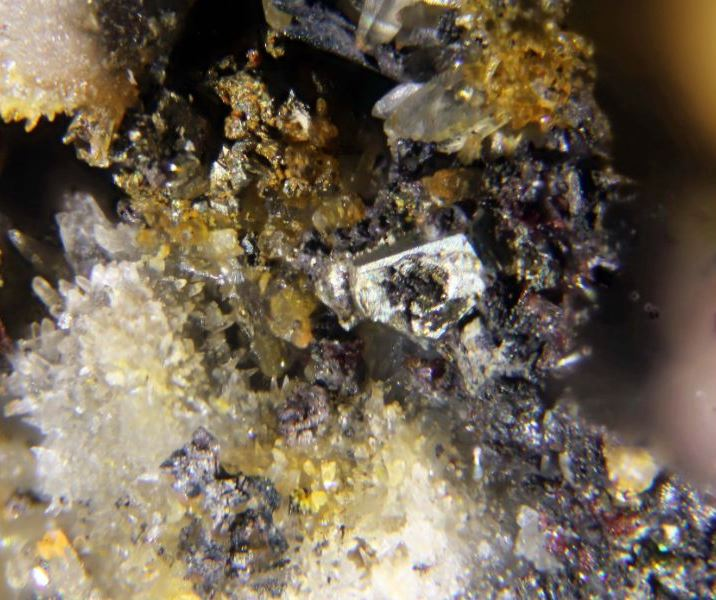
围山矿

金汞齐常用于精制金，当精细研磨并与汞接触时，汞齐容易快速地形成从AuHg2到Au8Hg的合金，通过将金汞齐涂在物体表面，蒸发掉汞令溶解其中的金析出，使金附着在物体表面的镀金方式也被叫做鎏金。
纯银、纯铜和汞形成的汞齐比较少见，但是它们与其他金属混合后与汞形成汞齐却被广泛运用于牙科医学。
块状铜与汞在短时间内只会在表面形成少量银白色的汞齐层，这层汞齐层对铜具有保护作用，经过汞齐化处理的铜对腐蚀抗性有着明显的提升 。铜的汞齐化能力使其可以成为吸收和处理洒落的液态汞。此外，铜成分在牙科汞齐中也可以用于改善汞齐的机械性能。
在自然界中，存在有金、银和铜与汞形成的天然矿物，如围山矿、汞银矿（Ag2Hg3）等。

### 其他汞齐
其它已知汞合金主要引起研究者兴趣。
- 铵汞齐是柔软灰色海绵状物质，由汉弗里·戴维和约恩斯·雅各布·贝尔塞柳斯于1808 年发现。它在室温下或与水或酒精接触时很容易分解：
{\displaystyle \mathrm {2\ H_{3}N{-}Hg{-}H\ {\xrightarrow {\Delta T}}\ 2\ NH_{3}+H_{2}+2\ Hg} }
- 铊汞齐冰点-58°C，低于纯汞冰点（-38.8°C），可用于低温温度计。

### 牙科汞齐

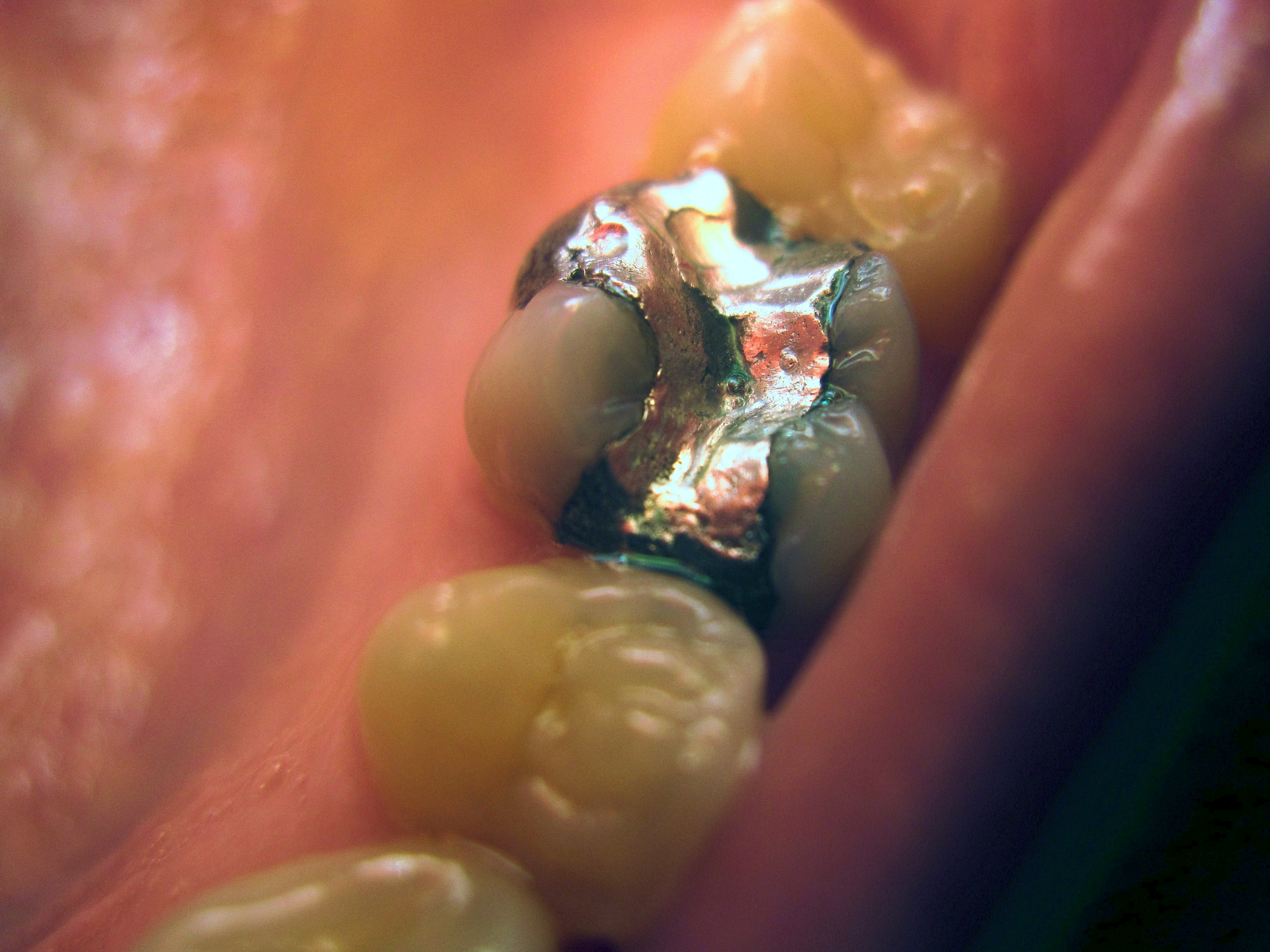
牙科用汞齐填充物

牙科用汞与银、铜、铟、锡和锌等金属的合金。汞齐是“用途广泛的优秀修复材料”，出于多种原因用于牙科，价格便宜，易於使用和操作；放置時維持柔软，可填充任何不规则空間，之後變硬。与其他直接修复材料（如复合材料）相比，汞齊使用寿命較长，但这差异随复合树脂不断发展减少。
汞齐通常与树脂基复合材料比较，因为许多用途相似，并且许多物理性能和成本可比較。

## 采矿的使用
汞很易溶解贵金属，所以長期用于开采金银。开采金砂矿時，沙子或砾石矿床冲刷出的微小金粒可用汞將其它重矿物分离。
从矿石取出所有实用金属后，将汞从一條长铜槽倒出来，在外部形成一层薄薄的汞涂层，将废矿石转移到槽中，废料中的金与汞混合，将涂层刮掉并蒸发精制以去除汞，留下高纯金。
随着1557年墨西哥发展天井工艺，汞齐首次用于银矿石。

## 汞齐探针

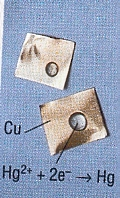
汞齐探针

与汞金属和汞齐相比，汞盐因其水溶度而有剧毒。水中汞盐可用探针检测，探针用汞离子与铜形成汞齐的状态。将待测的硝酸盐溶液涂在铜箔上，汞离子留下银色汞齊斑点。银离子会留下类似斑点，但很易冲走，使其成为分银汞的方法。
汞氧化铜的氧化还原反应是
Hg2+＋Cu→Hg＋Cu2+

## 毒性
多數研究认为牙科汞齐对人體安全，尽管一些研究及其结论的有效性受到质疑。2018年7月，欧盟禁止将汞齊用于15岁以下儿童以及孕妇或哺乳期妇女的牙科治疗。